# سانيا نشتر
سانيا نشتر (مواليد 16 فبراير 1963)، طبيبة وأخصائية في طب القلب وسيناتور ومؤلفة وناشطة باكستانية ظلت مساعدة خاصة لرئيس وزراء باكستان في برنامج التخفيف من حدة الفقر والسلامة الاجتماعية، برتبة وزيرة فيدرالية ومديرة برنامج إحساس. انتُخبت لعضوية مجلس الشيوخ الباكستاني في انتخابات مجلس الشيوخ لعام 2021 عن إقليم خيبر بختونخوا. عملت سابقًا في مجلس الوزراء الفيدرالي الانتقالي في عام 2013 مشرفةً على الصحة العامة والتعليم والعلوم.
شاركت نشتر في رئاسة اللجنة رفيعة المستوى المعنية بالأمراض غير المعدية التابعة لمنظمة الصحة العالمية إلى جانب رؤساء الأوروغواي وفنلندا وسريلانكا. هي عضو في مجلس الأجندة العالمي لمستقبل الرعاية الصحية التابع للمنتدى الاقتصادي العالمي وتشارك في رئاسة الدراسة العالمية للأكاديمية الوطنية الأمريكية للعلوم حول جودة الرعاية الصحية في البلدان المنخفضة والمتوسطة الدخل. بالإضافة إلى ذلك، ترأس أيضًا المجلس الاستشاري الدولي التابع لمعهد الأمم المتحدة الدولي للصحة العالمية، وهي عضو في المجلس الاستشاري الدولي للصحة العالمية التابع للحكومة الاتحادية الألمانية.
ولدت نشتر في بيشاور، والتحقت بكلية خيبر للطب وتخرجت الأولى على فصلها في عام 1986. انضمت إلى كلية الأطباء والجراحين في باكستان عام 1991 بعد أن أكملت إقامتها في مستشفى خيبر التعليمي. التحقت بالمعهد الباكستاني للعلوم الطبية كطبيبة قلب في عام 1994 وعملت في المعهد حتى عام 2007. غادرت المعهد في إجازة ساباتيكال مرتين، بدايةً في عام 1996 إلى مستشفى غاي في لندن، ومرة أخرى في عام 1999 للحصول على درجة الدكتوراه في الطب من كلية كينجز لندن. أصبحت زميلة في كلية الأطباء الملكية عام 2005. في عام 2019، منحتها كلية كينجز لندن درجة الدكتوراه الفخرية في العلوم.
في عام 1998، أسست نشتر هارتفايل، وهي مؤسسة أبحاث متخصصة في السياسة الصحية ومقرها إسلام آباد. منذ عام 2014، كانت نشتر رئيسة مشاركة للجنة منظمة الصحة العالمية المعنية بالقضاء على السمنة لدى الأطفال، وعضو في مجلس إدارة معهد الصحة العالمية التابع لجامعة الأمم المتحدة. كانت نشتر إحدى المرشحين الرئيسيين لمنصب المدير العام لمنظمة الصحة العالمية، المنتخب في مايو عام 2017. كانت من بين المرشحين الثلاثة الذين اختيروا في الانتخابات التي أجريت في يناير عام 2017، لكنها لم تنجح في الانتخابات النهائية التي أجريت في 23 مايو عام 2017. كان والد الطبيبة سانيا نشتر الراحل، الطبيب سيد حامد، طبيبًا محترمًا ينحدر من عائلة سيد حسنة السمعة. سانيا نشتر هي زوجة السيد غالب نشتر، حفيد سردار عبد الرب نشتر، وأحد الشخصيات البارزة في الحركة الباكستانية.

## دراستها
تخرجت نشتر من كلية خيبر للطب بدرجة بكالوريوس في الطب وبكالوريوس في الجراحة في عام 1986 وكانت أفضل خريجة في العام. حصلت على زمالة كلية الأطباء الملكية ودرجة الدكتوراه من كلية كينجز لندن. في عام 2019، منحتها كلية كينجز لندن درجة الدكتوراه الفخرية في العلوم.

## حياتها المهنية

### الطب
بعد عدة سنوات من عملها كطبيبة قلب في المعهد الباكستاني للعلوم الطبية، أسست سانيا نشتر هارتفايل في عام 1999، والتي تطورت من منظمة غير حكومية تركز على المعلومات الصحية إلى مؤسسة فكرية للسياسة الصحية، تركز على قضايا الأنظمة الصحية.
في عام 2007، أسست نشتر برنامج تمويل هارتفايل للصحة، وهو برنامج لحماية المرضى الفقراء من الإفقار الطبي. 
كان البرنامج عبارة عن التزام بمبادرة كلينتون العالمية، طُبق في الأعوام 2008 و2012 و2013. بالإضافة إلى ذلك، أسست منتدى السياسة الصحية في باكستان، وهو عبارة عن منصة سياسات للمجتمع المدني لخبراء الصحة حصلت على مساهمات من دعاة الصحة العالميين البارزين بما في ذلك سيث بيركلي والسير جورج ألين ومارك ديبول وناريش تريهان، وغيرهم كثيرون.

### السياسة
في مايو عام 2019، تعينت نشتر مساعدة خاصة لرئيس الوزراء عمران خان في برامج التخفيف من حدة الفقر وشبكات الأمان الاجتماعي. في هذا المنصب، قادت نشتر إطلاق برنامج إحساس، وهو برنامج رائد متعدد القطاعات يهدف إلى تخفيف حدة الفقر وضمان الرعاية الاجتماعية لباكستان ويشمل أكثر من 130 سياسة.
في السابق، عملت نشتر وزيرة فدرالية في حكومة باكستان برئاسة مير هزار خان كهوسو خلال الحكومة الانتقالية عام 2013، إذ كانت مسؤولة عن العلوم والتكنولوجيا والتعليم والتدريب وتكنولوجيا المعلومات والاتصالات. بالإضافة إلى ذلك، كانت مسؤولة عن تنفيذ الأنشطة المتعلقة بالصحة.
خلال فترة عملها، لعبت نشتر دورًا أساسيًا في إنشاء وزارة الصحة الباكستانية، والتي كانت تؤيدها بشدة. في ختام ولايتها، نشرت أوراق التسليم، ورفضت التعويضات والامتيازات وتركت هدية غير عادية لموظفي الحكومة. بقيت سياساتها تركز على تعزيز التنمية؛ في قطاع التعليم عبر ربط الأوساط الأكاديمية برواد الأعمال والصناعة بالأولويات الوطنية، وفي وزارة تكنولوجيا المعلومات باستخدام قطاع الاتصالات من أجل التنمية. خلال فترة عملها كوزيرة، أقنعت رئيس الوزراء بالتراجع عن قرار تفكيك خلية شلل الأطفال التابعة لرئيس الوزراء، وأنقذت الحكومة من إحراج كبير في التصويت الالكتروني.
في عام 2015، كانت نشتر مرشحة حكومة باكستان لخلافة أنطونيو غوتيريش في منصب المفوضية السامية للأمم المتحدة لشؤون اللاجئين. ذهب المنصب في النهاية إلى فيليبو غراندي من إيطاليا.
كانت نشتر مرشحة باكستان لخلافة مارغريت تشان في منصب المدير العام لمنظمة الصحة العالمية. في أبريل عام 2016، رحبت منظمة التعاون الإسلامي «بترشيح» نشتر، وهي منظمة تضم 57 دولة عضوًا وتهدف إلى تمثيل الصوت الجماعي للمسلمين.
كانت سانية نشتر إحدى المرشحين المفضلين في انتخابات القائمة النهائية في يناير عام 2017، إذ حصلت على 28 صوتًا من أصل 34. تأهلت لتكون إحدى المرشحين الرسميين الثلاثة من قبل منظمة الصحة العالمية.
حصل ترشيحها على دعم باكستاني واسع النطاق، من قبل الحكومة والمجتمع المدني والمجموعات النسائية. تلقت دعمًا من قبل كثير من الباكستانيين البارزين، مثل المخرجة الباكستانية الحائزة على جائزة الأوسكار، شرمين عبيد جنائي. سلط خبراء دوليون الضوء على مزاياها الموضحة في مقالة ذا لانسيت (دورية). تلقت دعمًا قويًا من قبل العاملين في المجال الإنساني بما في ذلك السير جورج ألين والأميرة دينا مرعد من الأردن وموسيمبي كانيورو. سُلط الضوء على جوانب مختلفة من حياتها المهنية. أوضح كل من روبرت وروث بونيتا سبب كونها المرشحة المناسبة موضحين بيانات اعتمادها الخاصة بالأمراض غير المعدية والأنظمة الصحية. دعمت أصوات من أمريكا اللاتينية خلفيتها في المجتمع المدني. دعمها آخرون بسبب مؤهلاتها الإصلاحية ومزيج من خبرتها في المجتمع المدني وخبرتها الوزارية والمتعددة الأطراف، وشدد آخرون على بيانات اعتمادها في المساءلة. أيدت آراء أخرى المرشحين الثلاثة بدرجات متفاوتة.
أكدت سانيا نشتر على الحاجة إلى الشفافية والمساءلة خلال حملتها الانتخابية، ولُقبت بـ«صانعة التغيير». خسرت سانيا نشتر أمام تيدروس أدهانوم غيبريسوس في الانتخابات النهائية في مايو عام 2017. خيبت هزيمتها آمال الباكستانيين لكن سلوكها الأخلاقي خلال الانتخابات والمكانة التي جلبتها لباكستان حصدتا إشادة واسعة النطاق.